# Distretto di Soraya
Il distretto di Soraya è un distretto del Perù nella provincia di Aymaraes (regione di Apurímac) con 771 abitanti al censimento 2007 dei quali 147 urbani e 624 rurali.
È stato istituito il 2 gennaio 1857.